# Gratien Tonna
Gratien Tonna (Tunisi, 18 gennaio 1949) è un ex pugile francese, Campione europeo dei pesi medi nel 1975 e dal 1977 al 1978. Fu anche sfidante di Rodrigo Valdéz e di Carlos Monzón per il titolo mondiale.

## Carriera
Franco-tunisino, si trasferisce a Marsiglia nel 1967. Dopo una breve carriera dilettantistica, passa al professionismo nel 1970, nei pesi medi. Nei primi 18 mesi combatte 19 volte con 18 vittorie, di cui ben 17 prima del limite e una sola sconfitta, ai punti, dal franco-marocchino Nessim Max Cohen. L'unico a resistergli sino al gong finale, tra gli sconfitti, è il napoletano Mario Lamagna. Il livornese Remo Golfarini, dopo esser finito KO al secondo round, preferisce abbandonare la boxe.
Il 9 giugno 1972, a Marsiglia, tenta di conquistare la cintura francese dei pesi medi ma incorre in una dura sconfitta da parte dell'esperto Fabio Bettini per knock-out tecnico al decimo round. 
Nei successivi diciotto mesi continua a combattere vittoriosamente battendo ancora  Mario Lamagna (ai punti), Domenico Tiberia (KO alla quinta ripresa) e Luciano Sarti (Kot al 1º round). Subisce un'altra sola sconfitta per squalifica. Il  1º febbraio 1974 conquista il titolo nazionale battendo ai punti Fabio Bettini. Mantiene la cintura sconfiggendo lo stesso Bettini per KO al settimo round. 
Alla fine di novembre 1974, a Parigi, affronta il colombiano Rodrigo Valdéz per il titolo di campione del mondo WBC. All'11º round sanguina abbondantemente allo zigomo destro. Secondo quanto riferito alla stampa dal suo manager, il detentore lo avrebbe messo KO proprio nel momento in cui l'arbitro stava separando i contendenti per controllare la ferita.
L'anno successivo diventa campione europeo battendo ai punti il britannico Kevin Finnegan a Fontvieille (Principato di Monaco) . Tale risultato gli permette di essere designato a sfidare Carlos Monzón per il titolo mondiale WBA. Abbandona, pertanto, la cintura europea e, il 13 dicembre 1975, sale sul ring parigino per affrontare il Campione del Mondo. Finisce KO al 5º round ma anche stavolta si lamenta di aver subito un colpo irregolare. In effetti il colpo decisivo è un destro di Monzón alla nuca dello sfidante, già barcollante però per un precedente sinistro dell'avversario.
L'anno successivo, Tonna combatte due volte vittoriosamente per il titolo francese. Poi, nel 1977, a Milano, affronta Alan Minter per il titolo europeo di cui nel frattempo il britannico si era impossessato. Alla sesta ripresa infligge una severa ferita alla fronte dell'avversario. All'ottava l'arbitro interrompe il match attribuendo la vittoria per knock-out tecnico al franco-tunisino che conquista nuovamente la cintura europea. 
Il 25 febbraio 1978, Tonna vola a Las Vegas per affrontare Ronnie Harris nella semifinale per il titolo mondiale unanimemente riconosciuto, di cui, nel frattempo, si era impadronito Hugo Corro. Fallisce l'occasione perdendo ai punti in dodici riprese. Cinque mesi dopo concede la rivincita ad Alan Minter e, all'Empire Pool di Londra, è sconfitto per abbandono al  6º  round.
Successivamente riconquista di nuovo il titolo nazionale dei pesi medi. Il 7 febbraio 1980, ultratrentenne, tenta ancora di conquistare il titolo europeo al Palazzo dello Sport di Parigi-Bercy contro Kevin Finnegan ma è sconfitto ai punti. Rimane inattivo per tutto il 1981 e il 1982. Poi combatte cinque match in due anni con risultati deludenti, prima del definitivo ritiro.